# Belagerung von Glatz (1742)
Die Belagerung von Glatz, der Hauptstadt der damals böhmischen Grafschaft Glatz, fand 1742 während des Ersten Schlesischen Krieges statt.

## Geschichte
Der preußische König Friedrich II. schickte seinen Feldmarschall Leopold von Anhalt-Dessau mit einem Korps von zehn Bataillonen und vierzig Eskadronen durch den Westen der Grafschaft Glatz über den Hummelpass nach Náchod in Böhmen. Zugleich wurde am 22. Dezember 1741 Feldmarschall Schwerin mit 15.000 Mann und 37 Geschützen durch den Süden des Glatzer Kessels durch das Tal der Glatzer Neiße und weiter über Mittelwalde nach Mähren beordert.
Am 9. Januar 1742 wurde die Festung Glatz durch eine Abteilung aus dem Korps Dessau eingeschlossen. Die Abteilung bestand aus zwei Bataillonen, vier Eskadronen und 24 Geschützen mit zusammen ca. 2000 Mann unter dem General Derschau.
Die Festung unter dem Oberstleutnant Joseph Philibert de Fontanella war mit ca. 1800 Kaiserlichen besetzt. Zwischen Preußen und Österreich wurde vereinbart, dass sich die Kaiserlichen binnen zwei Tagen in die Festung zurückziehen, um so die Stadt zu schonen. Daraufhin gab der Kommandant die Stadt auf und zog sich mit 1600 Mann in die Festung zurück. Die Preußen blieben zunächst passiv. Am 26. Januar begutachtete König Friedrich II. die Belagerung und ließ den Kommandanten auffordern, der Oberstleutnant Fontanella lehnte jedoch eine Kapitulation ab, und der König beendete seinen Besuch.
Nachdem den Belagerten die Lebensmittel ausgingen, kapitulierte am 25. April 1742 Oberstleutnant Fontanella gegen freien Abzug mit Waffen, Gepäck und drei Kanonen, was ihm von General Derschau (mit Zustimmung des Königs) bewilligt wurde. Die Besatzung bestand damals nur noch aus 560 Mann, davon viele krank; als sie den Marsch nach Mähren antraten, waren es 260 Mann, und als diese am 9. Mai 1742 Brünn erreichten, waren es noch ca. 10 Mann.